# Omer Van Puyvelde
Omer Petrus Van Puyvelde (Overslag, Wachtebeke, 20 november 1912 – Gent, 25 november 1980) was een Belgisch organist, (koor-)dirigent en componist.
Hij was zoon van beenhouwer Camilius Jacobus Van Puyvelde en herbergierster Zulma Coleta Marins. Broer Remi Van Puyvelde, gestudeerde aan Lemmensinstituut, was eveneens musicus; hij bracht Omer de eerste beginselen bij, maar leefde kort (1906-1927). Hijzelf trouwde met Louisa Hollevoet, hun zoon noemden ze eveneens Remi; dochter kreeg de naam Cecile.
Hij kreeg zijn opleiding aan het Koninklijk Conservatorium Gent. In de periode tussen 1929 en 1941 kreeg hij er les van Leándre Vilain en Flor Peeters (orgel, eerste prijs 1933), Georges Longue (harmonieleer, eerste prijs 1935), Joseph Ryelandt (contrapunt, eerste prijs 1937) en Jules-Toussaint De Sutter (fuga, eerste prijs 1938). Hij volgde ook compositielessen bij die laatste.
Al tijdens de studie begon zijn loopbaan als organist, van 1927 tot 1933 in Eksaarde (hij was er opvolger van Remi), van 1933 tot 1935 in Geraardsbergen en van 1935 tot 1980 in Gent, de Sint-Pieterskerk. In die periode was hij ook wel te beluisteren via de NIR, voor welke instantie hij ook jureerde
Hij was tussen 1949 tot 1978 directeur van de muziekschool van Ledeberg, die hij tijdens zijn directie opwaardeerde tot muziekacademie; hij werd er ere-directeur. Van 1960 tot 1980 was hij docent aan het conservatorium van Gent in de vakken notenleer (tot 1978) en harmonieleer (van 1967 tot 1978).
Hij richtte in 1939 het Gentse kamerkoor Crescendo op, dat hij tot 1962 ook leidde (het koor werd opgeheven vanwege zijn drukke werkzaamheden); ze trokken in binnen- en buitenland prijzen behaalde. Na zijn overlijden kwam VZW Omervan Puyvelde-Crescendo van de grond ter stimulering van financiële ondersteuning van concerten waarbij onder andere werk van Van Puyvelde werd uitgevoerd. Daarbij heeft men de keus uit circa 200 werken in allerlei genres van liederen (kind uit 1939), orgelmuziek (Toccata uit 1940), een kerstoratorium (Gloria uit 1958 en orkestwerken (dramatische ouverture, Drie akwarellen etc.)
Hij studeerde een korte periode aan de Universiteit van Gent muziekgeschiedenis, docent was Joris Vandermueren.
Op het kerkplein in het Belgisch deel van Overslag voor de Onze-Lieve-Vrouw-Geboortekerk staat sinds 1998 een borstbeeld van hem; onthuld ter gelegenheid van "Dag van den Overslag" en "800 jaar Wachtebeke". Het werd in augustus 2003 ontvreemd, omdat het nooit teruggevonden werd een nieuw beeld geplaatst. Het plein is naar hem vernoemd: Omer van Puyveldeplein. Hijzelf ligt echter begraven op Campo Santo, Sint-Amandsberg, Gent.